# شونهاگن (تورینگن)
شونهاگن (به آلمانی: Schönhagen) یک شهر در آلمان است که در آیشسفلد واقع شده است. شونهاگن ۱۴۳ نفر جمعیت دارد.